# Valentin Giraud Moine
Valentin Giraud Moine, född den 23 januari 1992 i Gap, är en fransk alpin skidåkare. Han tävlar främst i störtlopp. Debuten i världscupen skedde den 30 november 2013 i Lake Louise.
Giraud Moine har tävlat 2011–2013 i både störtlopp, super-G och storslalom i juniorvärldsmästerskapen, med en tredjeplats som bästa resultat i en störtloppstävling 2013 i Kanada. Han har under senare år gått ifrån storslalom.
Giraud Moine har deltagit i många av de franska mästerskapens tävlingar och har som bäst vunnit i super-G i Meribel 2013.
Den 12 mars 2016 i Kvitfjell kom Giraud Moine på andra plats i världscupens störtloppstävling, vilket är hans hittills enda pallplacering.